# 類人猿

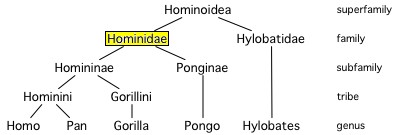
ヒト上科の系統樹

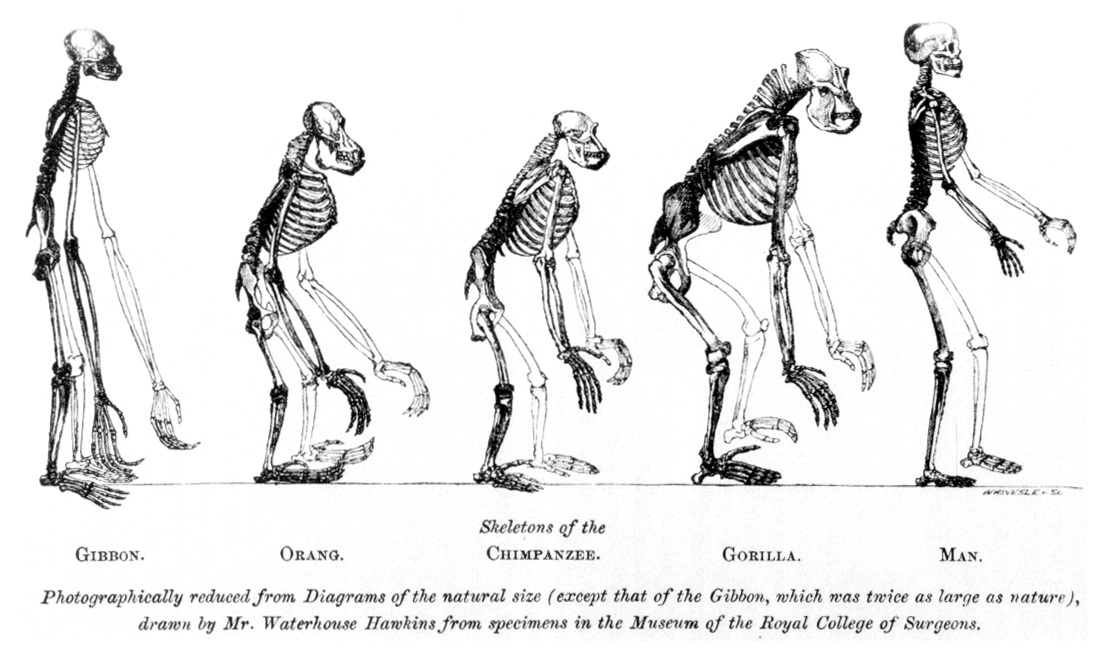
トマス・ヘンリー・ハクスリーが進化について述べた『自然における人間の位置』の口絵。（古典的な）類人猿とヒトの骨格を比較している。

類人猿（るいじんえん、ape）は、ヒトに似た形態を持つ大型と中型の霊長類を指す通称名である。ヒトの類縁であり、高度な知能を有し、社会的な生活を営んでいる。類人猿は生物学的な分類名称ではないが、生物の分類上都合が良いので霊長類学などで使われている。一般的には、人類以外のヒト上科に属する種を指すが、分岐分類学を受け入れている生物学者が類人猿（エイプ）と言った場合、ヒトを含める場合がある。ヒトを含める場合、類人猿はヒト上科（ホミノイド）に相当する。
類人猿の身体的特徴としては次のようなものが挙げられる。
- テナガザルを含めた現生類人猿では尾は失われている[1]。
- オランウータンは赤褐色・褐色の毛を持ち、チンパンジー・ゴリラは黒色の毛を持つ。
- 大型類人猿の手と足の構造については、ゴリラ、チンパンジー、オランウータンの順に次第に、手は親指が小さく全体に細長い構造となり、足はヒトの手に近い（物を把持するのに有利な）構造となる。

類人猿には現生の次の動物が含まれる。
- 小型類人猿(lesser ape)：テナガザルとフクロテナガザルを含むテナガザル科
- 大型類人猿(great ape)：オランウータン、ゴリラ、チンパンジー、ボノボ（＋ヒト）

大型類人猿のうち、ゴリラ、チンパンジー、ボノボ（とヒト）はアフリカ類人猿と呼ばれる。オランウータンはアジア類人猿と呼ばれる。アジア類人猿で現生するのはオランウータンだけであるが、絶滅種のギガントピテクスなども含まれる。以前の分類では、オランウータン科にはオランウータン属・ゴリラ属・チンパンジー属を含めた。しかし、DNAの進化分析を考慮した新しい分類では、オランウータン科はオランウータンのみとなり、ゴリラ属・チンパンジー属はヒト科に分類される。さらに、オランウータンもヒト科に含めると考え、ヒト上科はテナガザル科とヒト科に、ヒト科はオランウータン亜科とヒト亜科に、ヒト亜科はゴリラ族とヒト族に、ヒト族はチンパンジー亜族とヒト亜族に分類するのが一般的となり、この学説が正しければオランウータン科は消滅することになる。
染色体については、ヒトが23対46本（常染色体22対44本＋性染色体XXまたはXY）なのに対し、大型類人猿は24対48本（常染色体23対46本＋性染色体XXまたはXY）である。ヒトの2番染色体は、大型類人猿の12番染色体と13番染色体が融合したものに相当する。
大型類人猿のオランウータン、ゴリラ、チンパンジー、ボノボは野生で絶滅の危機に瀕している。理由としては、性成熟が遅いこと、森林伐採などによる生息地の減少や分断、密猟などが挙げられる。